# Saint-Vaast-en-Chaussée
Saint-Vaast-en-Chaussée – miejscowość i gmina we Francji, w regionie Hauts-de-France, w departamencie Somma.
Według danych na rok 1990 gminę zamieszkiwało 528 osób, a gęstość zaludnienia wynosiła 112 osób/km² (wśród 2293 gmin Pikardii Saint-Vaast-en-Chaussée plasuje się na 514. miejscu pod względem liczby ludności, natomiast pod względem powierzchni na miejscu 903.).